# 巴爾區

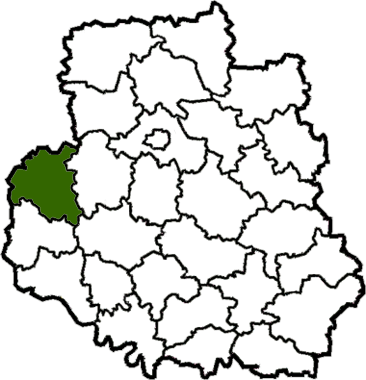

49°04′N 27°41′E / 49.067°N 27.683°E
巴爾區（烏克蘭語：Барський район）是位於烏克蘭西南部文尼察州的舊區，首府設於巴爾，並於2020年被撤銷。該區面積1,100平方公里，2010年人口54,793，人口密度每平方公里49.81人。